# Solenopsis jtl-031
Solenopsis jtl-031 é uma espécie de formiga do gênero Solenopsis, pertencente à subfamília Myrmicinae.